# Grote Oost 8
Grote Oost 8 is een rijksmonumentaal pand in de Noord-Hollandse stad Hoorn. De gevel is van latere datum dan het pand. Het pand is op 16 november 1965 ingeschreven in het monumentenregister.
Het pand fungeerde halverwege de twintigste eeuw als woning van dhr. mr. P.S. Winkel, advocaat, kantonrechter, lid van Provinciale Staten, en jarenlang secretaris van het ambacht (dijkgraafschap) Drechterland, dat in het naastgelegen Drechterlandsehuis zetelde.

## Exterieur
De voorgevel is in 1725 in zandsteen opgetrokken en voor een ouder gebouw uit 1645 geplaatst. De kroonlijst wordt geflankeerd door geblokte hoeklisenen, boven de hoeklisenen staan vazen. In de kroonlijst is een rijke decoratie aangebracht, op de kroonlijst liggen Neptunus en Mercurius. Tussen de twee goden is het wapen van Abbekerk geplaatst.
Voor de gevel bevindt zich de originele stoep. Om een deel van de stoep nog het stoephek. Op de stoep heeft ook een hardstenen stoeppomp gestaan.

## Interieur
Inwendig stucwerk in gang en vestibule. De voor- en middenkamer hebben een gesneden deur en de plafonds aldaar bevatten stuc- en houtsnijwerk in de Lodewijk XIV-stijl.